# Термальный
Терма́льный — посёлок в Елизовском районе Камчатского края. Входит в состав Паратунского сельского поселения. Является частью курортного комплекса, который также включает село Паратунка.

## География
Посёлок находится на расстоянии 29 км к юго-западу от города Елизово, административного центра района.

## История
Посёлок возник ранее 1970 года. В 1967 году близ посёлка запущена первая в мире работающая на фреоне небольшая геотермальная электростанция, остатки которой сохранились в настоящее время.

## Население
| 2002  | 2010  | 2012  | 2013  | 2015  | 2016  | 2018  |
| ----- | ----- | ----- | ----- | ----- | ----- | ----- |
| 2219  | ↘2001 | ↗2016 | ↘2007 | ↘1983 | ↗1991 | ↘1965 |
| 2020  |       |       |       |       |       |       |
| ↘1934 |       |       |       |       |       |       |

## Улицы
| - ул. Большебанная, - ул. Дачная, - ул. Зелёная, - ул. Карымшинская, - ул. Кошелевская, | - ул. Крашенинникова, - ул. Ленина, - ул. Малкинская, - ул. Паратунская, - ул. Промысловая. |

## Известные жители
- Попов, Александр Николаевич (1996—2022) — российский военнослужащий, старший лейтенант, Герой Российской Федерации.